# 2017年哈马斯宪章
2017年哈马斯宪章是2017年5月，哈马斯公佈的一份綱領性文件。  哈馬斯在文件中主张建立以绿线為國界的巴勒斯坦国， 但同时又表示「从河流到大海，巴勒斯坦終將解放」”，  哈馬斯指出，哈马斯并非因为宗教信仰而与犹太人作斗争，哈馬斯反對的是錫安主義。不過哈馬斯也沒有明确表示要承认以色列，  而且也沒有否定1988年哈马斯宪章。哈馬斯還表示，2017年哈马斯宪章裡面的內容才是目前哈馬斯的立場，1988年哈马斯宪章已成為歷史文件。哈馬斯在2017年憲章中又表示，根据国际法，被佔領土上的人民武装抵抗占领国是正当的。 
人们对2017年哈马斯宪章看法不一。一些人对此表示欢迎，並认为哈馬斯越來越务实和成熟，該憲章的出台意味著巴勒斯坦地區正迈向和平；但也有许多人却认为这只是哈馬斯的表面功夫，哈马斯這樣做的目的是漂白自己，讓自己看上去更溫和，但哈马斯的根本目标和所作所為不會變。有人認為，阿克薩洪水行動進一步證明了這一點，2017年哈马斯宪章不過是戰略欺騙。